# Edda Skibbe
Edda Skibbe (* 1965 in Hamburg) ist eine deutsche Illustratorin von Kinder- und Jugendliteratur.

## Leben
Sie studierte Illustration an der Fachhochschule für Gestaltung in Hamburg. 1994 gründete sie zusammen mit acht anderen Illustratoren das "atelier 9" in Hamburg. Heute lebt sie mit ihren zwei Kindern in Kiel. Sie illustriert Kinderbücher und gestaltet Brettspiele des Spielzeugherstellers HABA.

## Werke

### Kinder- und Jugendbuchillustrationen

#### Bilderbücher
- Jana Frey: Jannik und der Großeltern-Plan. Nord-Süd Verlag, 2000. ISBN 978-3-314-00894-8
- Johann van Beersel: Oh Noah schön, daß du mein Freund bist. Kerle Verlag, 2001. ISBN 978-3-451-70405-5
- Thomas Brinx/Anja Kömmerling: Der große Gismo. Thienemann Verlag, 2002. ISBN 978-3-522-43382-2
- Sabine Ludwig: Serafina, hex doch mal. Fischer Schatzinsel Verlag, 2002. ISBN 978-3-596-85108-9

#### Kinder- und Jugendbücher
- Iris Anna Otto: Tango für die Mäuse. Fischer Schatzinsel Verlag, 1996. ISBN 978-3-596-80164-0
- Gudrun Pausewang: Die Kinder in den Bäumen. Fischer Schatzinsel Verlag, 1997. ISBN 978-3-596-80119-0
- Dick King-Smith: Ein Schweinchen namens Kreuz-Ass. Fischer Schatzinsel Verlag, 1997. ISBN 978-3-596-80247-0
- Paul Carson: Doktor Norbert Bär. Thienemann Verlag, 1998. ISBN 978-3-522-17182-3
- Iris Anna Otto: Schepper. Carlsen Verlag, 1998. ISBN 978-3-551-55165-8
- Ulrike Kuckero: Die Zahnspangenjagd. Thienemann Verlag, 1998. ISBN 978-3-522-17269-1
- Ulrike Kuckero: Lilys Tierstation. Thienemann Verlag, 1999. ISBN 978-3-522-17309-4
- Sharon Creech: Der Geist von Onkel Arvie. Fischer Schatzinsel Verlag, 1999. ISBN 978-3-596-80269-2
- Sabine Ludwig: Fische haben keinen Po. Dressler Verlag, 1999. ISBN 978-3-7915-1231-0
- Elisabeth Zöller: Der Klassen-King. Thienemann Verlag, 1999. ISBN 978-3-522-17260-8
- Uta Heim: Dackel Maiers erster Fall. aare Verlag, 1999. ISBN 978-3-7260-0530-6
- Elisabeth Stiemert: Die Katze fliegt. Rowohlt Taschenbuch Verlag, 1999. ISBN 978-3-499-20964-2
- Ulrike Kuckero: Geheimsache Hund. Thienemann Verlag, 2000. ISBN 978-3-522-17344-5
- Karin Jäckel: Lilli lässt Gespenster tanzen. Kerle Verlag, 2000. ISBN 978-3-451-70326-3
- Sabine Ludwig: Viermal Pizza Napoli. Dressler Verlag, 2000. ISBN 978-3-596-80384-2
- Sabine Ludwig: Die große Suppenverschwörung. Fischer Schatzinsel Verlag, 2000. ISBN 978-3-596-85065-5
- Elisabeth Zöller: Ich knall ihr eine! Emma wehrt sich. Thienemann Verlag, 2001. ISBN 978-3-522-17293-6
- Keith Gray: Der Junge, der im Zug lebte. Ravensburger Verlag, 2001. ISBN 978-3-473-52181-4
- Petra Fietzek: Wie Carlo es schaffte, in nur 5 Tagen seinen Kopf zu retten. Bertelsmann Verlag, 2001. ISBN 978-3-570-12585-4
- Sabine Ludwig: Serafina und der große Hexenzauber. Fischer Schatzinsel Verlag, 2002. ISBN 978-3-596-85105-8
- Kester Schlenz: Die unglaubliche Reise durch die andere Welt. Omnibus Verlag, 2004. ISBN 978-3-570-12773-5
- Sabine Ludwig: Serafina und der große Weihnachtswirbel. Fischer Schatzinsel Verlag, 2004. ISBN 978-3-596-85162-1
- Klaus-Peter Wolf: Die kleinen Piraten und die abenteuerliche Seefahrt. Kerle Verlag, 2007. ISBN 978-3-451-70764-3
- Klaus-Peter Wolf: Die kleinen Piraten und der Schatz des Königs. Kerle Verlag, 2008. ISBN 978-3-451-70844-2
- Thomas Schmid: Cornelia Funkes Die wilden Hühner und das Leben. Dressler Verlag, 2009. ISBN 978-3-7915-1915-9
- Juma Kliebenstein: Tausche Schwester gegen Zimmer. Oetinger Verlag, 2009. ISBN 978-3-7891-4041-9
- Juma Kliebenstein: Anton und Antonia machen immer Chaos. Oetinger Verlag, 2010. ISBN 978-3-7891-4047-1
- Regina Rusch: Ich leb jetzt hier! Die Geschichte einer Einwanderer-Familie. cbj Verlag, 2010. ISBN 978-3-570-22105-1

#### Serien
Hexe Billerbix von Anna Benthin (Pseudonym von Karin Jäckel)
- Kleine Hexe Billerbix. Kerle Verlag, 2000. ISBN 978-3-451-70320-1
- Hexe Billerbix und ihre Freunde. Kerle Verlag, 2002. ISBN 978-3-451-70473-4
- Das große Buch von Hexe Billerbix. Carlsen Verlag, 2004. ISBN 978-3-451-70605-9
- Hexe Billerbix und der Zaubertrank. Kerle Verlag, 2004. ISBN 978-3-451-70554-0
- Hexe Billerbix und der Traumkobold. Kerle Verlag, 2006. ISBN 978-3-451-70712-4

Amanda X von Joachim Friedrich
- Amanda und die Detektive. Thienemann Verlag, 2000. ISBN 978-3-522-17352-0
- Bella und der Poltergeist. Thienemann Verlag, 2000. ISBN 978-3-522-17369-8
- Circus Barone und der Fluch des Papageis. Thienemann Verlag, 2001. ISBN 978-3-522-17412-1
- Didi und die flüsternden Pferde. Thienemann Verlag, 2002. ISBN 978-3-522-17495-4
- Eric und das boxende Schaf. Thienemann Verlag, 2003. ISBN 978-3-522-17566-1
- Fee und das Geheimnis des Zauberers. Thienemann Verlag, 2004. ISBN 978-3-522-17643-9
- Gary und das singende Geisterkränzchen. Thienemann Verlag, 2005. ISBN 978-3-522-17699-6
- Herzilein und der knutschende Lehrer. Thienemann Verlag, 2006. ISBN 978-3-522-17797-9
- Ivan und der Buttermilchvampir. Thienemann Verlag, 2008. ISBN 978-3-522-18034-4
- Jasmin und die Jungs in der Damenumkleide. Thienemann Verlag, 2009. ISBN 978-3-522-18166-2

4b von Maja von Vogel
- Chaos in der 4b. Klopp Verlag, 2004. ISBN 978-3-7817-2414-3
- Die 4b auf dem Ponyhof. Klopp Verlag, 2005. ISBN 978-3-7817-2427-3
- Die 4b auf Klassenfahrt. Klopp Verlag, 2006. ISBN 978-3-7817-2422-8

Prinzessin Gwendolina von Patricia Schröder
- Ein königlicher Auftritt. cbj Verlag, 2007. ISBN 978-3-570-13203-6
- Die königliche Drachenjagd. cbj Verlag, 2007. ISBN 978-3-570-13204-3
- Der königliche Heiratsschwindel. cbj Verlag, 2008. ISBN 978-3-570-13205-0

Paula Pepper ermittelt von Sabine Blazy
- Die verschwundene Statue. Thienemann Verlag, 2007. ISBN 978-3-522-17795-5
- Schatten im Nebel. Thienemann Verlag, 2008. ISBN 978-3-522-17939-3
- Die schwarze Bucht. Thienemann Verlag, 2009. ISBN 978-3-522-18165-5

Florentine von Henriette Wich
- Nichts als Ärger im Schloss. Klopp Verlag, 2008. ISBN 978-3-7817-2348-1
- Castingfieber im Schloss. Klopp Verlag, 2009. ISBN 978-3-7817-2349-8

Die wilden Küken von Thomas Schmid
- Die wilden Küken. Dressler Verlag, 2010. ISBN 978-3-7915-1916-6
- Eisalarm. Dressler Verlag, 2010. ISBN 978-3-7915-1917-3
- Endlich Ferien. Dressler Verlag, 2011. ISBN 978-3-7915-1921-0

Carlotta von Dagmar Hoßfeld
- Carlotta – Internat auf Probe. Carlsen Verlag, 2010. ISBN 978-3-551-65091-7
- Carlotta – Internat und plötzlich Freundinnen. Carlsen Verlag 2011. ISBN 978-3-551-65092-4

### Spiele
- Ratz-Fatz
- Ratzolino
- Ratz Fatz ist Weihnachten
- Die grosse Ratz Fatz Spielewelt
- Ratz Fatz kommt die Feuerwehr
- Ratz Fatz Buchstaben
- Ratz Fatz in Bewegung
- Buddel Wuddel
- Kroko Kick
- Flattermax
- Ticketack
- Galaxia
- Trampelfanten
- Der Stern von Bethlehem

## Ausstellungen
- Illustratorenschau auf der Kinder- und Jugendbuchmesse in Bologna
- Biennale der Illustrationen in Bratislava (BIB)

## Auszeichnungen
- 1993 UNICEF-Preis als eine der "Illustratoren des Jahres 1993"